# My Apocalypse
My Apocalypse è un singolo del gruppo musicale statunitense Metallica, pubblicato il 26 agosto 2008 come secondo estratto dal nono album in studio Death Magnetic.

## Descrizione
Si tratta della più breve dell'album nonché una tra le più veloci ed aggressive del gruppo. My Apocalypse inoltre ricorda lo stile "old-school" dei Metallica degli anni ottanta, anche per via del notevole assolo di Kirk Hammett.

A partire dall'estate del 2009, il brano viene eseguito dal vivo con un'introduzione estesa. Al riguardo, il batterista Lars Ulrich ha commentato:
Il brano ha vinto inoltre un Grammy Award alla miglior interpretazione metal ai Grammy Awards 2009.

## Pubblicazione
Il brano è stato reso disponibile il 26 agosto 2008 in streaming attraverso il sito ufficiale del gruppo e scaricabile solo per i membri iscritti al fan club del gruppo attraverso il microsito di Death Magnetic, Mission: Metallica. Successivamente il singolo è stato reso disponibile per il download digitale sull'iTunes Store.

## Tracce
Testi di James Hetfield, musiche di James Hetfield, Lars Ulrich, Kirk Hammett e Robert Trujillo.
1. My Apocalypse – 5:01

## Formazione
Gruppo
- James Hetfield – chitarra, voce
- Lars Ulrich – batteria
- Kirk Hammett – chitarra
- Robert Trujillo – basso

Produzione
- Rick Rubin – produzione
- Greg Fidelman – missaggio, registrazione
- Andrew Scheps – missaggio
- Mike Gillies – registrazione aggiuntiva
- Dana Nielsen – montaggio digitale
- Dan Monti – montaggio digitale
- Kent Matcke – montaggio digitale
- DD Elrich – montaggio digitale
- Sara Lyn Killion – assistenza tecnica
- Joshua Smith – assistenza tecnica
- Adam Fuller – assistenza tecnica
- Jason Gossman – assistenza tecnica
- Jason Mott – assistenza tecnica
- Ted Jensen – mastering

## Classifiche
| Classifica (2008)             | Posizione massima |
| ----------------------------- | ----------------- |
| Australia                     | 38                |
| Austria                       | 56                |
| Belgio (Fiandre)              | 49                |
| Canada                        | 28                |
| Danimarca                     | 15                |
| Finlandia                     | 3                 |
| Irlanda                       | 45                |
| Norvegia                      | 9                 |
| Paesi Bassi                   | 33                |
| Regno Unito                   | 51                |
| Stati Uniti                   | 67                |
| Stati Uniti (mainstream rock) | 38                |
| Svezia                        | 15                |